# Iker Muniain
Iker Muniain Goñi (Pamplona, 19 de dezembro de 1992) é um futebolista espanhol que atua como ponta-esquerda. Atualmente está no San Lorenzo.
Em suas 15 temporadas com o Athletic Club, Iker conseguiu chegar a marca de 560 jogos e consolidou-se não só como ídolo e capitão, mas também o jogador que mais partidas fizera com o time Basco.

## Carreira

### Athletic Bilbao
Muniain estreou profissionalmente em 30 de julho de 2009, numa partida contra o Young Boys, da Suíça, válida pela Liga Europa da UEFA. Muniain entrou no lugar de Gaizka Toquero aos 14 minutos do segundo tempo e acabou batendo um recorde dentro do Bilbao: foi o jogador mais jovem a atuar pelo clube, aos 16 anos, sete meses e onze dias. Uma semana depois, no dia 6 de agosto, o atacante marcou seu primeiro gol como profissional, contra o mesmo Young Boys, tornando-se o mais jovem jogador a marcar pelo Athletic Bilbao, aos 16 anos, sete meses e 18 dias.
No dia 30 de agosto, novo recorde para Muniain: sua estreia no Campeonato Espanhol foi contra o Espanyol, e o atacante tornou-se o jogador mais jovem da equipe a atuar em uma partida do campeonato, o décimo quarto mais novo da história da La Liga e já está entre os 5 jogadores que mais atuaram pelo time basco.
Em 4 de outubro, Muniain quebrou mais um recorde ao marcar um gol contra o Valladolid, se tornando, aos 16 anos e 289 dias, o atleta mais jovem a marcar um gol na história da La Liga.
Em sua sequência de temporadas pela La Liga, Iker conseguiu figurar entre as principais figuras de ataque do clube ao longo de mais de uma década. Apesar de ter boas campanhas individuais, o jogador não conseguiu quebrar a hegemonia de Real Madrid, Barcelona e Atlético de Madrid enquanto foi jogador do Bilbao. Sua melhor campanha coletiva aconteceu na época 2013–14, quando terminou o Campeonato Espanhol na quarta posição, atrás apenas dos três clubes já citados.
Durante a La Liga de 2010–11, Muniain superou todos os jovens jogadores daquela época e conseguiu vencer o Prêmio de Jogador Revelação daquela temporada.

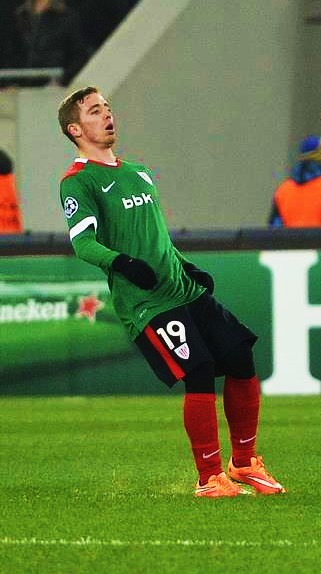
Iker em 2014.

Individualmente, o jogador teve três grandes épocas, onde marcou sete gols pelo Campeonato Espanhol. Na primeira fez, durante a La Liga de 2013–14, Iker destacou-se em demasiado, em especial por seus tentos diante o Barcelona e o Atlético de Madrid, e chegou a empatar com o número de gols de Álvaro Morata, além de superar o número de bolas na rede de Cristhian Stuani e Paco Alcácer.
Na La Liga de 2016–17, após duas épocas marcadas por números baixos do jogador, Muniain pôde novamente balançar as redes em sete oportunidades. Com destaque para seu doblete diante o Las Palmas na 32ª rodada. Nesse jogo, além dos dois gols dele, Aritz Aduriz também superou o goleiro adversário em duas oportunidades, garantindo uma goleada de 5 a 1 contra o time de Alen Halilović, Jonathan Viera e Roque Mesa.
Essa temporada também foi muito positiva para o atacante, pois foi lá que ele começou a performar os jogos como capitão, ainda que não exercesse essa função em todos os jogos. Contudo, realizou este grande jogo (contra o Las Palmas) com a braçadeira.
Na La Liga de 2018–19, o jogador fizera mais sete tentos. Destaque para seu gol na 4ª rodada diante o Real Madrid após assistência de Iñaki Williams, outro grande atacante do time Basco. Dessa vez, seus gols foram capazes de superar os números de Carlos Bacca, Gonçalo Guedes e Álvaro Morata novamente.
Todavia, Iker demonstrou na La Liga de 2021–22 que também podia destacar-se realizando muitos passes a gol. Com 10 passes decisivos, o atacante ficou apenas a três assistências de empatar com o líder nesse quesito: Ousmane Dembélé. Esse número fez com que ele superasse craques como Luka Modrić e Nabil Fekir, além de estar empatado com Vinícius Júnior no quesito de assistentes.
Apesar de nunca ter conquistado o título do Campeonato Espanhol, Muniain conseguiu reverter isso enquanto atuava pela Copa del Rey. Em todos os seus anos com o Bilbao, o jogador chegou a cinco finais de Copa do Rei, mas perdeu quatro de maneira consecutiva.
Em 2012, 2015 e 2021, o time foi totalmente derrotado pelo Barcelona. O clube Basco levou, ao menos, três gols em cada um desses jogos e não conseguia bater a equipe de Lionel Messi em tais oportunidades. Também em 2021, após adiamento da final por conta da Pandemia de COVID-19 na Espanha, o clube foi novamente derrotado, contudo perdeu a partida para a Real Sociedad, de Mikel Oyarzabal, e amargaram o vice-campeonato da Copa. O jogo foi válido pela Copa do Rei da temporada 2019–20.
Todavia, após tantos momentos ruins, Muniain conseguiu vencer o troféu em 2024 ao derrotarem o Real Mallorca nas penalidades. As equipes haviam empatado o jogo em 1 a 1, e Iker conseguiu converter sua segunda cobrança na disputa. Ao fim, com gol de Álex Berenguer, o time Basco pôde conquistar seu título após quatro vezes sendo derrotado na final.
O título deu a Muniain, além da chance de levantar um troféu na carreira, uma reconciliação com a torcida. Em três oportunidades, o atacante, antes de entrar em campo, tocou na Taça. Dentro do futebol, há uma lenda de que o atleta que toca no troféu antes da final está fadado a perder a partida. Com isso, dessa vez, o jogador afirmou que não repetiria o ato. Feito isso, a equipe conquistou a vitória.
A Supercopa da Espanha foi a competição que Muniain mais teve sucesso. Como havia sido derrotado várias vezes na Copa do Rei, o jogador teve a oportunidade de disputar a Supercopa e venceu seu primeiro troféu ali. Em 2015, apesar de não estar em campo por conta de uma forte lesão, viu a sua equipe vencer o Barcelona por 5 a 1 no placar agregado e levantar a taça. Em 2021, foi a vez do time derrotar os Culés novamente, após uma vitória de 3 a 2 na prorrogação (com duas assistências de Iker para o seu time).
Pelo cenário continental, Muniain teve um momento importante na Liga Europa. Em sete temporadas na competição europeia, o time não conseguia ir além das quartas de final. Porém, quando fizera isso na época 2011–12, chegaram até a decisão contra o Atlético de Madrid. Nessa campanha, Iker chegou a marcar cinco gols, inlcuindo um contra o Manchester United nas oitavas, mas não conseguiu repetir o feito e viu a equipe de Diego Simeone levantar a taça. Naquela época, o clube Basco era treinador por Marcelo Bielsa e tinha Fernando Llorente, Ander Herrera e Mikel San José na equipe.
O Bilbao de Muniain conseguiu chegar à Fase de Grupos da Liga dos Campeões apenas uma vez na temporada 2014–15. Contudo, deixou a competição ainda na primeira parte, já que não somou pontos o suficiente para chegar às oitavas. Iker não marcou nenhum gol.
Muniain fizera mais de 500 partidas pelo Bilbao, e tornou-se o jogador com mais partidas realizadas na história do clube. No entanto, esse número poderia ser maior se não fossem suas fortes lesões ao longo da carreira. Em 2015, o jogador passou por duas lesões serias que fizeram com que o atacante perdesse mais de 40 partidas. Em 2017, passou por uma rotura dos ligamentos cruzados e perdeu mais de 100 dias para tratar o seu problema. Após isso, o jogador passou a passar por problemas menores que variaram de lesões musculares até coronavírus.
Em 2019, Iker comentou sobre suas lesões, que o impediram de ter uma carreira longeva na Seleção Espanhola:
| “                            | As lesões marcaram a trajetória. Não tenho conseguido ter minha melhor versão e nível. Depois de recuperado, o treinador me dá a oportunidade e estou aqui para mostrar o que tenho por dentro. Quando você tem uma lesão grave no joelho, você sofre lesões musculares. Há um ano que me sinto muito bem, ultimamente encontrei o nível que gosto de jogar e de sentir em campo. Fiz méritos e isso foi recompensado. | ” |
| — Muniain sobre suas lesões. | |   |

Em 2024, na reta final da época, o jogador anunciou que não iria renovar seu contrato com o time espanhol. Ele já era um dos grandes ídolos recentes do time Basco, e tratou de afirmar que não continuaria sua carreira em solo europeu. Aos 31 anos, o homem emocionou-se ao comunicar sua saída do time que defendera por 15 temporadas:
| “                                             | Cheguei a Bilbao quando tinha 12 anos, ainda criança, e hoje, quase duas décadas depois, venho anunciar minha saída no final desta temporada, após 15 anos no time principal. Saio feliz, com o sonho de ter conquistado o tão sonhado 25º título da Copa e de ter tirado o jejum de 40 anos. Foi incrível. A comunhão que demonstramos entre os torcedores e a equipe mostra que somos realmente únicos no mundo. Foi uma decisão muito difícil, mas acho que é o melhor para mim e para o Athletic. Como diz uma das músicas que cantamos durante as comemorações: "confesso que você foi a melhor coisa da minha vida, mas agora, meu amor, chegou a hora de nos separarmos. | ” |
| — Muniain, o capitão do Bilbao, em despedida. | |   |

Após sua despedida, o jogador revelou que gostaria de seguir sua carreira na América. Contudo, apesar de ter uma preferência por jogar no River Plate, ainda não tinha decidido se rumaria à Argentina, Brasil, Estados Unidos ou México.

### San Lorenzo
No dia 7 de setembro de 2024, Muniain assinou com o Ciclón até dezembro de 2025. Escolheu o número 80. Estreou no clube argentino jogando em casa, no Nuevo Gasómetro, no dia 14 de setembro de 2024, na derrota contra o Vélez Sarsfield. No dia 28 de setembro, Muniain marcou seus primeiros gols na Primera División, dois gols na vitória em casa por 2 a 1 sobre o Banfield.

## Seleção

#### Espanha Sub-21

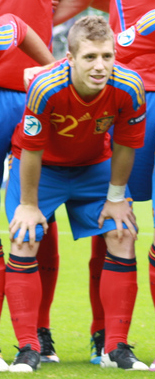
Iker pela Seleção Sub-21.

Iker foi um jogador bastante utilizado nas Categorias de Base da Espanha. Entre 2011 e 2013, o jogador conseguiu vencer o Campeonato Europeu Sub-21. Ele nunca chegou a marcar um gol nessas competições, mas passou a ser nomeado o capitão do time em 2013 após o título. Ele performou ativamente na competição, chegando a ser um dos goleadores da equipe, mas deixou a Seleção Sub-21 no ano seguinte.

### Espanha
Sua carreira na Seleção Espanhola de Futebol foi muita curta. Ela teve início em 2012, quando Vicente del Bosque chamou o jovem atleta do Bilbao para disputar um amistoso contra a Venezuela, onde entrou no lugar de Cesc Fàbregas.
Contudo, só foi ter sua segunda, e última, convocação em 2019. Na ocasião, jogou 35 minutos contra Malta, após convocação de Neco Martínez para as Eliminatórias da Euro 2020.
Ao retornar, o jogador discursou sobre o seu momento na carreira, e suas lesões que o impediram de estar com a Furia em mais oportunidades:

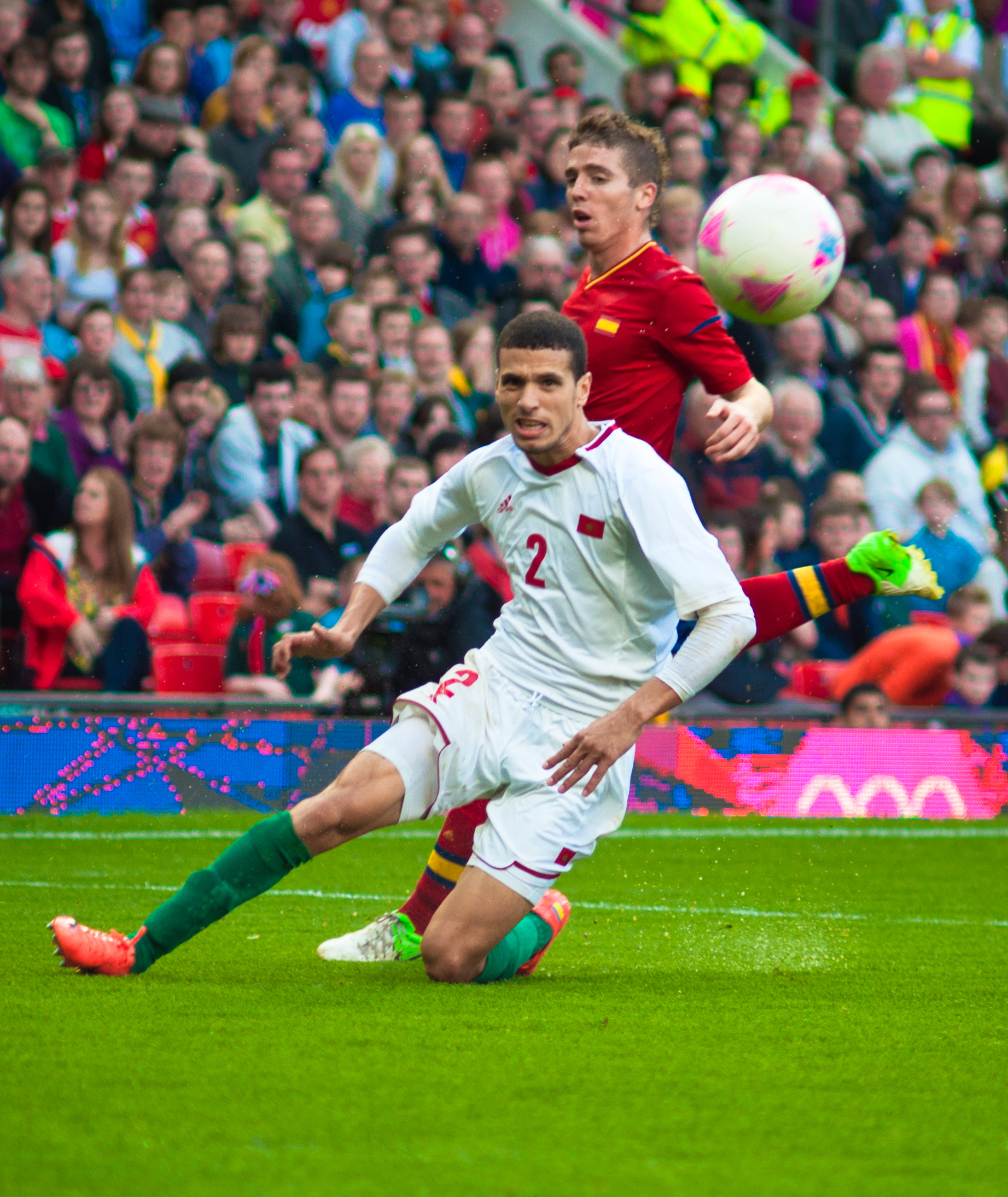
Munain em 2012.

| “                                                | Já se passaram sete anos desde que me estreei na seleção principal em Málaga, em 2012, e desde então houve lesões significativas que consegui superar. Agora que estão chegando coisas lindas, vou saboreá-las com mais vontade. A emoção de vir para a seleção nacional está sempre intacta e quero desfrutar como da primeira vez. Estreei aos 19 anos, depois minha carreira continuou na seleção sub-21. A primeira lesão aconteceu quando eu estava em bom nível, tive que me recuperar, é difícil recomeçar e quando estava pronto veio a segunda lesão. | ” |
| — Muniain sobre voltar à Espanha após sete anos. | |   |

#### Olimpíadas
Iker não conseguiu jogar o primeiro jogo das Olimpíadas por conta de uma lesão. Ao fim da competição, a Espanha não conseguiu fazer nenhum gol, apesar de estar recheada de craques como Koke, Juan Mata, Rodrigo, Isco e Iñigo Martínez, e deixou a competição ainda na Fase de Grupos após ficar com menos pontos que Honduras, Marrocos e Japão.

## Estatísticas
Atualizado até 25 de maio de 2024.

### Clubes
| Equipe            | Temporada         | Campeonato nacional | Campeonato nacional | Copa nacional | Copa nacional | Competições continentais | Competições continentais | Outros torneios | Outros torneios | Total | Total |
| Equipe            | Temporada         | Jogos               | Gols                | Jogos         | Gols          | Jogos                    | Gols                     | Jogos           | Gols            | Jogos | Gols  |
| ----------------- | ----------------- | ------------------- | ------------------- | ------------- | ------------- | ------------------------ | ------------------------ | --------------- | --------------- | ----- | ----- |
| Bilbao Athletic   | 2008–09           | 13                  | 1                   | —             | —             | —                        | —                        | —               | —               | 13    | 1     |
| Bilbao Athletic   | 2009–10           | 6                   | 2                   | —             | —             | —                        | —                        | —               | —               | 6     | 2     |
| Bilbao Athletic   | Total             | 19                  | 3                   | —             | —             | —                        | —                        | —               | —               | 19    | 3     |
| Athletic Bilbao   | 2009–10           | 26                  | 4                   | —             | —             | 9                        | 2                        | —               | —               | 35    | 6     |
| Athletic Bilbao   | 2010–11           | 35                  | 5                   | 3             | 0             | —                        | —                        | —               | —               | 38    | 5     |
| Athletic Bilbao   | 2011–12           | 33                  | 2                   | 9             | 2             | 16                       | 5                        | —               | —               | 58    | 9     |
| Athletic Bilbao   | 2012–13           | 33                  | 1                   | 2             | 0             | 8                        | 1                        | —               | —               | 43    | 2     |
| Athletic Bilbao   | 2013–14           | 35                  | 7                   | 4             | 2             | —                        | —                        | —               | —               | 39    | 9     |
| Athletic Bilbao   | 2014–15           | 25                  | 1                   | 7             | 0             | 9                        | 1                        | —               | —               | 41    | 2     |
| Athletic Bilbao   | 2015–16           | 20                  | 2                   | 3             | 0             | 5                        | 0                        | —               | —               | 28    | 2     |
| Athletic Bilbao   | 2016–17           | 35                  | 7                   | 3             | 0             | 8                        | 0                        | —               | —               | 46    | 7     |
| Athletic Bilbao   | 2017–18           | 14                  | 3                   | —             | —             | 6                        | 2                        | —               | —               | 20    | 5     |
| Athletic Bilbao   | 2018–19           | 34                  | 7                   | 3             | 0             | —                        | —                        | —               | —               | 37    | 7     |
| Athletic Bilbao   | 2019–20           | 31                  | 5                   | 6             | 1             | —                        | —                        | —               | —               | 37    | 6     |
| Athletic Bilbao   | 2020–21           | 28                  | 5                   | 6             | 0             | —                        | —                        | 2               | 0               | 36    | 5     |
| Athletic Bilbao   | 2021–22           | 35                  | 4                   | 4             | 2             | —                        | —                        | 2               | 0               | 41    | 6     |
| Athletic Bilbao   | 2022–23           | 30                  | 0                   | 6             | 2             | —                        | —                        | —               | —               | 36    | 2     |
| Athletic Bilbao   | 2023–24           | 20                  | 2                   | 5             | 1             | —                        | —                        | —               | —               | 25    | 3     |
| Athletic Bilbao   | Total             | 434                 | 56                  | 61            | 10            | 61                       | 10                       | 4               | 0               | 560   | 76    |
| Total na carreira | Total na carreira | 453                 | 59                  | 61            | 10            | 61                       | 10                       | 4               | 0               | 579   | 79    |

### Seleção Espanhola
| Ano   | Jogos | Gols |
| ----- | ----- | ---- |
| 2012  | 1     | 0    |
| 2019  | 1     | 0    |
| Total | 2     | 0    |

## Títulos
Athletic Bilbao[carece de fontes?]
- Supercopa da Espanha: 2020–21
- Copa do Rei: 2023–24

Seleção Espanhola[carece de fontes?]
- Campeonato Europeu Sub-21: 2011 e 2013

### Prêmios individuais
- Revelação da La Liga: 2010–11[carece de fontes?]